# Big in Japan (песня Alphaville)
«Big In Japan» — дебютный сингл группы Alphaville. Релиз состоялся 5 января 1984 года. Сингл ждал большой успех во многих странах, включая Швейцарию, Германию, Швецию и Венесуэлу, где он достиг первого места. Песня также покорила вершину чарта «Hot Dance Club Play» в декабре 1984. «Big In Japan» — одна из двух самых известных песен группы. На её основе создано немало кавер-версий. Их исполняли Guano Apes, Sandra, And One, Kim Ono и другие.

## О песне
Саму песню Мариан Гольд написал ещё в 1978 году. Вот, что было сказано[кем?] по поводу создания песни: «История происхождения этого номера проста. Япония — благодатный рынок для массы музыкантов. Например, любая пластинка любой хард-роковой группы может быть продана там гигантским тиражом. В Европе же она чаще всего никому не нужна… Вот о какой музыкальной проблеме мы думали, когда писали песню. Так что „Big In Japan“ — это о том, как кто-то бывает крут в Японии».
Автор песни — Мариан Гольд — в интервью 1998 года немецкому онлайн журналу Re.flexion признался, что правильно смысл песни поняли только Бернхард Ллойд (член группы) и издатель Andy Budde: «Big In Japan рассказывает о любовной паре, пытающейся избавиться от героиновой зависимости. Вдвоём они представляют, как прекрасна была бы любовь без наркотиков, без воровства, без клиентов, без льда в зрачках, с настоящими эмоциями, искренними словами». Строку про зоопарк он объясняет следующим образом: «Даже в наши дни берлинская станция Zoo (Zoologischer Garten — Зоологический сад) — важное место встречи наркоманов. Вот почему она стала местом действия песни». Название песни очевидно относится к феномену «популярен в Японии», однако, по словам Мариана: «Это так важно, потому что ты можешь быть никем в своём окружении, но при этом быть крутым где-то ещё. Ты можешь быть королём другого мира. И даже если это и не так, ты всё равно можешь рассказать об этом дома, ведь Япония так далеко. В любом случае, фраза идеально подошла к истории о влюблённой паре, и я использовал её для припева». В том же интервью он сообщил, что идея песни пришла ему в голову когда он шёл в клуб на встречу с Дэвидом Боуи, который приехал в Берлин, по слухам, лечиться от наркомании. В этом клубе Мариан купил пластинку британской панк-группы Big in Japan, откуда он и заимствовал эту фразу. Когда Alphaville выпустили этот сингл, он боролся в чартах с группой Frankie Goes to Hollywood, солистом которой как раз был бывший солист панк-группы Big in Japan.
Режиссёром видеоклипа на «Big In Japan» стал Дитер Майер из Yello, а роль «японской девушки» в клипе исполнила его жена.

## Список композиций
7" single 
Номер по каталогу: 24-9505-7
1. Big in Japan — (3:52)
2. Seeds — (3:15)

12"
1. Big in Japan — (3:52)
2. Seeds — (3:15)

12" макси 
Номер по каталогу: 249 417-0
1. Big in Japan (extended remix) — (7:25)
2. Big in Japan (extended instrumental) — (6:10)

## Позиции в хит-парадах
| Чарт (1984)                  | Наивысшее место | Дата       | Недель в чарте |
| ---------------------------- | --------------- | ---------- | -------------- |
| Биллборд Топ 100             | 66              | 24.11.1984 | 10             |
| Биллборд Hot Dance Club Play | 1               | xx.xx.1984 |                |
| Медиа-Контрол-Чарт Германия  | 1               | 14.01.1984 | 23             |
| Еврочарт Топ 100 Синглы      | 1               | 26.05.1984 |                |
| Франция                      | 13              | 03.11.1984 | 10             |
| Ирландия                     | 4               | xx.xx.1984 |                |
| Италия                       | 3               | xx.xx.1984 |                |
| Голландский Топ 40           | 5               | 05.05.1984 | 10             |
| Норвегия                     | 3               | xx.xx.1984 | 15             |
| Австрия                      | 4               | 14.01.1984 | 12             |
| Сингл Чарт Южной Африки      | 5               | 15.06.1984 | 17             |
| Хит-парад Швейцарии          | 1               | 14.01.1984 | 18             |
| Швеция (Sverigetopplistan)   | 1               | 01.05.1984 | 8              |
| Топ 40 Британии              | 8               | 11.08.1984 | 14             |

| Хит-парад (1984)             | Позиция |
| ---------------------------- | ------- |
| Великобритания (Gallup Poll) | 66      |